# 侯赛因·阿尔努斯
侯赛因·阿尔努斯（阿拉伯语：حُسَيْن عَرنُوس，羅馬化：Huseyn Arnûs，1953年—）是一名叙利亚政治家，自2020年6月11日起担任叙利亚总理。根据叙利亚国家媒体的报道，在2020年经济危机中，叙利亚总统巴沙尔·阿萨德解雇了前总理伊马德·哈米斯，不久之后任命侯赛因·阿尔努斯为总理。

## 早年生活和教育
侯赛因·阿尔努斯出生于伊德利卜省 。1978 年，获得阿勒颇大学土木工程学位。

## 生涯
大学毕业后，阿尔努斯在伊德利卜工程组织工作。 从 1992年到2002年，阿尔努斯管理路桥总公司。 2004年，阿尔努斯当选公路运输总局执行董事。 随后，阿尔努斯担任代尔祖尔省和库奈特拉省省长。 2014年，阿尔努斯被列入禁止进入美国或欧盟的叙利亚政府部长名单。2013年至2018年，阿尔努斯担任公共工程和住房部长，并自2018年11月26日起担任水资源部长。2020年8月30日，阿尔努斯被阿萨德总统任命为新政府的总理。三天后，阿尔努斯宣誓就职。2021年8月，阿尔努斯组建新政府。